# Резолюція Ради Безпеки ООН 13
Резолюція Ради Безпеки ООН 13 — резолюція, прийнята 12 грудня 1946 року. Після розгляду заяви Сіаму (нині Таїланд) про членство в Організації Об'єднаних Націй, Рада рекомендувала Генеральній Асамблеї визнати Сіам. Резолюція була прийнята одноголосно.

## Див. також
- Резолюції Ради Безпеки ООН 1-100 (1946 — 1953)